# Torneio Início Paulista de 1919
O Torneio Início do Campeonato Paulista de 1919 foi a primeira edição de uma competição entre clubes que disputavam o Campeonato Paulista daquele ano. O campeão foi o Corinthians que superou o Minas Gerais na final.

## Participantes
- Atlética das Palmeiras
- Corinthians
- Internacional
- Mackenzie
- Minas Gerais
- Palestra Itália
- Paulistano
- Santos
- São Bento
- Ypiranga

## Regulamento
A competição foi disputada no dia 26 de janeiro, em sistema eliminatório e em dois tempos de 15 minutos. Em caso de empate se classificaria quem tivesse mais escanteios a favor. Todos os Jogos foram disputados no Estádio da Chácara da Floresta. 

## Tabela
1º jogo: São Bento 3 x 0 Mackenzie
2º jogo: Santos 3 x 1 Ypiranga 
3º jogo: Minas Gerais 1 x 1 Internacional - Minas Gerais 2 a 0 nos escanteios.
4º jogo: Palestra Itália 0 x 0 Corinthians - Corinthians 4 a 1 nos escanteios. 
5º jogo: Paulistano 4 x 1 A.A. das Palmeiras
6º jogo: Minas Gerais 1 x 1 Santos - Minas  Gerais 1 a 0 nos escanteios. 
Semi final
7º jogo: Corinthians 1 x 0 Paulistano 
8º jogo: Minas Gerais 2 x 0 São Bento
Final
9º jogo: Corinthians 3 x 0 Minas Gerais 